# Tendostruttura Geodetica di Gragnano
La Tendostruttura Geodetica è la principale struttura sportiva polivalente del comune di Gragnano.
Essa ospita gli incontri casalinghi dell'A.S.D. Lions Gragnano Basket, (società nata dalle ceneri del glorioso Gragnano Basket) che partecipa ai campionati giovanili regionali di pallacanestro.

## Storia
La Tendostruttura Geodetica di Gragnano fu costruita nel 1980 per ospitare gli incontri casalinghi dell'allora squadra femminile di basket che militava in Serie A1.
Essa oltre ad ospitare la Serie A1, nell'ultimo ventennio è stata la casa del Gragnano Basket squadra che ha avuto un passato in Serie A Dilettanti.
Con i restauri avvenuti nel 2010, per consentire alla Leonida Gragnano Futsal di disputare a Gragnano le gare casalinghe di Serie A2, la capienza dei posti è stata ridotta dai circa 1000 a 300.